# У логору
„У логору” је југословенски ТВ филм из 1983. године. Режирао га је Бранко Иванда а сценарио је написан по делу Мирослава Крлеже.

## Улоге
| Глумац             | Улога                           |
| ------------------ | ------------------------------- |
| Божидар Алић       | Кадет Хорват                    |
| Богдан Диклић      | Оберлајтнант доктор Грегор      |
| Крунослав Шарић    | Оберлајтнант Валтер             |
| Влатко Дулић       | Оберлајтант доктор Пуба Аграмер |
| Олга Кацијан       | Баруница Мелдег Краненстег      |
| Татјана Лукјанова  | Романович-Рушчукова             |
| Миодраг Кривокапић | Кадет ловачке ходне Јанковић    |
| Франо Ласић        | Заставник Шимунић               |
| Жарко Поточњак     | Фелдкаплан Антон Болтек         |
| Борис Михољевић    | Мајор Хоцхнетз                  |
| Реља Башић         | Надлијечник доктор Алтман       |
| Тонко Лонза        |                                 |
| Ивица Симић        |                                 |
| Фабијан Шоваговић  | Пуковник Де Малохио             |
| Љубо Капор         | Артиљеријски капетан Лукач      |
| Звонимир Торјанац  | Бригадир Хајнрих                |
| Недим Прохић       |                                 |
| Стјепан Бахерт     |                                 |
| Отокар Левај       |                                 |

Остале улоге  ▼
| Глумац            | Улога |
| ----------------- | ----- |
| Олга Пивац        |       |
| Вишња Бабић       |       |
| Душко Груборовић  |       |
| Зоран Гогић       |       |
| Гордан Пицуљан    |       |
| Синиша Поповић    |       |
| Фрањо Јурчец      |       |
| Душко Валентић    |       |
| Златко Витез      |       |
| Жарко Савић       |       |
| Зоран Покупец     |       |
| Драгутин Клобучар |       |
| Перо Квргић       | Жидов |
| Павле Баленовић   |       |
| Петар Бунтић      |       |
| Данило Попржен    |       |